# 奧布希高地
奧布希高地是俄羅斯的高地，海拔高度超過500米，從奧倫堡以北的烏拉爾山脈分支向西南方伸延至伏爾加河的東岸，成為烏拉爾河和伏爾加河的分水嶺，也是歐洲和亞洲分界的一部分。